# 李邦義
李邦義（1526年—？），字宜之，號喻斋，廣東廣州府連州人，軍籍，明朝政治人物。

## 生平
乙卯科（1555年）廣東鄉試第四十五名舉人。嘉靖三十五年（1556年）中式丙辰科三甲第一百四十四名進士。刑部观政，授浙江上虞县知縣。四十年九月擢兵科給事中，四十一年十一月升本科右，四十二年四月升本科左，四十三年二月升户科都给事中。四十四年六月论劾江西巡抚都御史周相不职，诏令相致仕。嘉靖四十五年（1566年）四月陞順天府府丞，隆慶元年（1567年）二月升南京鸿胪寺卿，歷陞太常寺少卿，万历三年（1575年）二月考察，调用南京。

## 家族
曾祖李銘；祖父李敬；父李潮，封知县加顺天府府丞；母高氏，封太孺人加恭人。兄李邦仁（舉人）。